# Pseudobeta seabrai
Pseudobeta seabrai là một loài bọ cánh cứng trong họ Cerambycidae.